# Nationaal park Restinga de Jurubatiba
Nationaal park Restinga de Jurubatiba is een nationaal park in Brazilië. Het ligt in de staat Rio de Janeiro en is opgericht in 1998. De omvang is 148.6 km². Het park heeft ongeveer 44 kilometer zandkust.

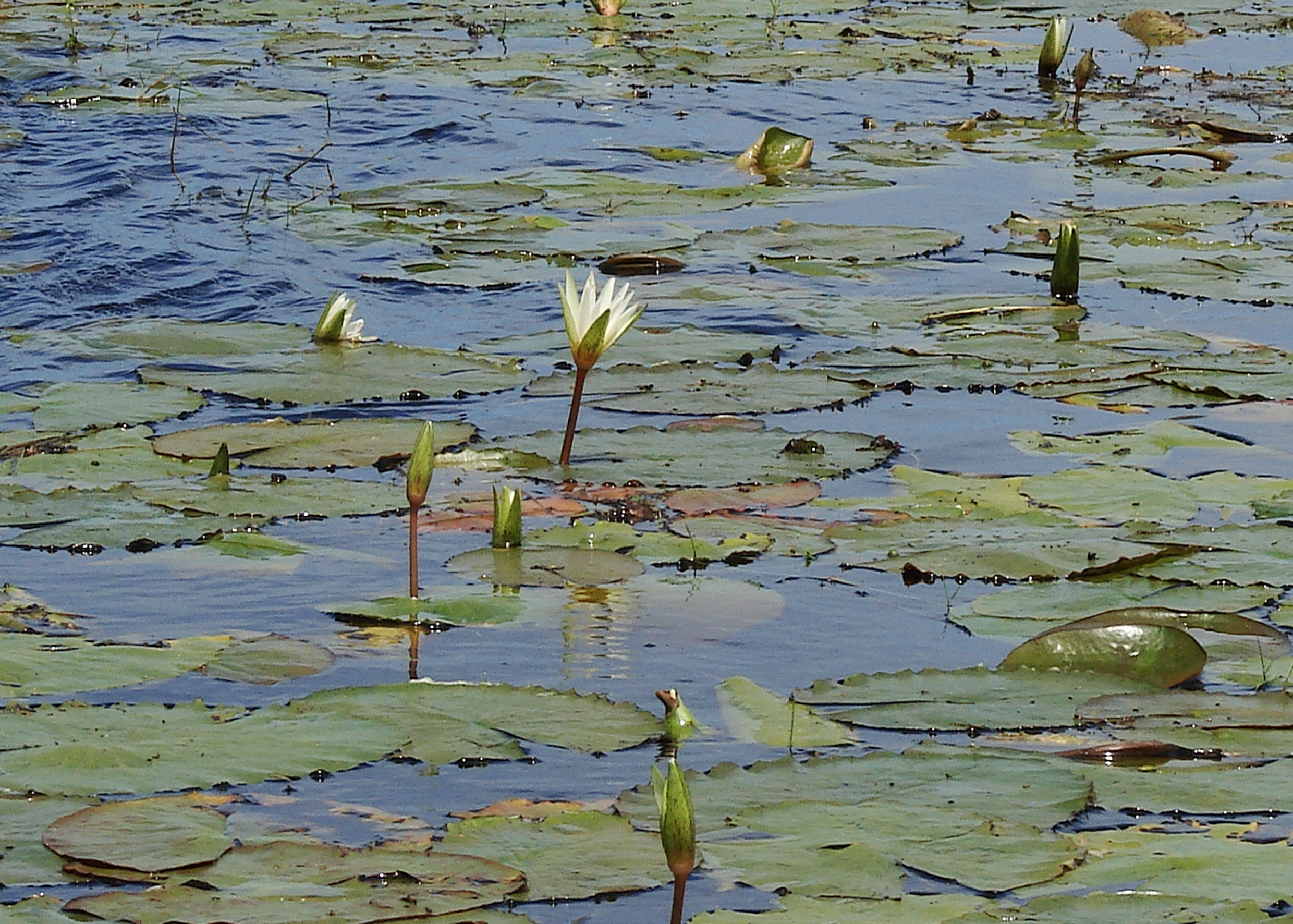
Waterplanten